# Efigênia Dá Tudo Que Tem
Efigênia Dá Tudo Que Tem é uma comédia brasileira de 1975 dirigida por Olivier Perroy. 

## Sinopse
Efigênia é uma rica senhora que escolheu a morte em vez de velhice. Em seu testamento, ela dá tudo que ela tem a uma única pessoa: o cantor Divonzir Dolarte, seu único e verdadeiro amor, com quem ela nunca tinha tido qualquer relação sexual. No entanto, a fim de herdar o dinheiro, ele deve satisfazer algumas condições da falecida.

## Elenco[2]
| Elenco Original           | Elenco Original |
| Ator                      | Papel           |
| ------------------------- | --------------- |
| Etty Fraser               | Efigênia        |
| Ricardo Petraglia         | Divonzir        |
| Cinira Arruda             | Larinha         |
| Nádia Lippi               | Dulce           |
| Xandó Batista             | Gerente         |
| Lídia Costa               |                 |
| Carlos Alberto de Nóbrega |                 |
| Felisberto Duarte         | Zé Pileque      |
| Felipe Levy               | Médico          |
| Marilu Martinelli         |                 |
| Jack Militello            |                 |
| Arthur Miranda            | Mordomo         |
| Laerte Morrone            | Tabelião        |
| Carmem Ortega             |                 |
| Lino Sérgio               |                 |